# ماكيكو ويوشيما
ماكيكو ويوشيما (باليابانية: 豊嶋真千子) مواليد 28 ديسمبر 1971 في توريده، إيباراكي، اليابان، هي مؤدية أصوات يابانية.

## أدوارها في الأنمي

### مسلسلات أنمي تلفزيونية
- ون بيس
- سيلور مون
- سانت سيا
- جنود السايبورغ
- مطعم الأشباح - إيشيموتو ميتشيكو

## وصلات خارجية
- ماكيكو ويوشيما على موقع IMDb (الإنجليزية)
- ماكيكو ويوشيما على موقع ميوزك برينز (الإنجليزية)
- ماكيكو ويوشيما على موقع ديسكوغز (الإنجليزية)
- ماكيكو ويوشيما على موقع قاعدة بيانات الفيلم (الإنجليزية)
- ماكيكو ويوشيما على موقع ANN person (الإنجليزية)